# Commelina imberbis
Commelina imberbis là một loài thực vật có hoa trong họ Commelinaceae. Loài này được Ehrenb. ex Hassk. mô tả khoa học đầu tiên năm 1867.